# Miner becut estriat
El miner becut estriat  (Geocerthia serrana) és una espècie d'ocell de la família dels furnàrids (Furnariidae) i única espècies del gènere Geocerthia.

## Hàbitat i distribució
Habita vessants pedregosos amb vegetació dispersa dels Andes del Perú.

## Taxonomia
Classificat tradicionalment al gènere Upucerthia, va ser ubicat al monotípic Geocerthia a proposta del South American Classification Committee.
S'han descrit dues subespècies:
- G. s. huancavelicae (Morrison, 1938). Al sud de l'àrea de distribució.
- G. s. serrana (Taczanowski, 1875). Al nord de l'àrea de distribució.